# Psicoeducazione
Il termine psicoeducazione indica una metodologia introdotta nel campo delle scienze della salute mentale negli anni ottanta, che punta a rendere consapevole la persona portatrice di un disturbo psichico, e i membri della sua famiglia, circa la natura della patologia di cui è sofferente e circa i mezzi per poterla fronteggiare.

## Descrizione
Si tratta di un insieme organizzato di interventi basati sulle evidenze scientifiche, che comprendono (in alcuni modelli classici) almeno due sedute informative a domicilio, di cui una verte sul disturbo psichico e sulla sua diagnosi, e l'altra sulle modalità di trattamento (psicologiche, psicosociali e farmacologiche), seguite poi da una serie di incontri a domicilio tesi a fornire alla persona portatrice del disturbo e alla sua famiglia abilità specifiche per la gestione del disturbo.
Gli interventi, derivati dal cognitivismo e dal comportamentismo, sono tesi a ridurre lo stress l'emotività espressa e il carico familiare, tutti fattori che aumentano il rischio di ricaduta psicopatologica. Tra questi, le abilità di comunicazione efficace (esprimere richieste in maniera positiva, esprimere sentimenti piacevoli e spiacevoli, ascolto attivo) e l'abilità di risolvere i problemi (problem solving). Le abilità di comunicazione efficace e il problem solving fanno parte delle "abilità di vita" (life skill) raccomandate dall'Organizzazione Mondiale della Sanità (OMS, 1993).
Nella versione manualizzata da Ian Falloon  il programma di trattamento completo può durare due o tre mesi con sedute domiciliari della durata di 60-90 minuti con l'intera famiglia (paziente compreso) a cadenza settimanale. Scrive Leff (1989): "riteniamo che le basi fondamentali potrebbero venir insegnate ad infermieri psichiatrici adeguatamente addestrati e seguiti da idonea e continua supervisione".
Scrive Falloon (1992): "lo scopo principale di questo modello è il miglioramento delle capacità dei componenti della famiglia di comunicare costruttivamente e di risolvere insieme i problemi". 
La grande novità della psicoeducazione è considerare la famiglia come una risorsa per fronteggiare e risolvere i problemi relativi al disturbo, e affidare parte dell'intervento alle figure professionali di base dei servizi di salute mentale.
La psicoeducazione può contare su numerose pubblicazioni scientifiche sulle riviste internazionali, che ne convalidano l'efficacia.

## Storia
Il termine "psicoeducativo" fu utilizzato la prima volta da Hogarty e coll. (1986) per indicare il proprio tipo di intervento, molto vicino a quello di Leff (1989) e a quello di Falloon e coll. (1982, 1985).
Essa prende le mosse dagli studi sulle "famiglie ad alta emotività espressa", condotte dal gruppo che faceva capo a Julian Leff della Social Psychiatry Unit di Londra sulle famiglie con un membro affetto da psicosi schizofrenica, tese a prevenire le ricadute e i nuovi ricoveri in reparto psichiatrico (Vaughn e Leff, 1976, 1981, 1984, 1987).
Successivamente, negli anni '90 del 1900, è stata estesa ad altri disturbi psichici (disturbi d'ansia, depressione e disturbi bipolari, disturbi dalla personalità) grazie soprattutto a Ian Falloon dell'Università di Auckland (Nuova Zelanda).

## Altri campi di applicazione
Più recentemente la psicoeducazione è stata utilizzata nei programmi intensivi per la prevenzione dell'esordio psicotico (McGorry a Melbourne, Birchwood in Inghilterra, Hafner in Germania, Cocchi e Meneghelli in Italia).
I trattamenti psicoeducativi sono stati proposti anche per lo sviluppo del benessere nei pazienti affetti da patologie mentali gravi, che per stile di vita, uso dei farmaci e ridotte competenze per la protezione della loro salute hanno un rischio relativo di morte superiore da 2 a 12 volte quello della popolazione generale. È utilizzata la forza motivazionale del gruppo (cosiddetti "Gruppi benessere").
Trattamenti psicoeducazionali sono stati proposti anche in età evolutiva, per minori con disturbi mentali gravi e per i loro familiari, per gli adolescenti a rischio e i loro familiari, per l'autismo e per i disturbi del comportamento alimentare. Più recentemente è stato esteso al trattamento dei disturbi bipolari (Colom, Vieta, 2006) e al disturbo ossessivo-compulsivo. Un quadro piuttosto ampio sulle applicazioni della psicoeducazione è stato tracciato sul numero monografico della Rassegna di Studi Psichiatrici (Vo. 10, dicembre 2014).
Lo stesso tipo di approccio è stato utilizzato nel "chronic care model" di Wagner per favorire l'autogestione delle cure nelle persone portatrici di patologie organiche croniche (come il diabete, l'ipertensione, lo scompenso cardiaco ecc.) con la formazione di un "paziente esperto".
Le abilità di comunicazione efficace, di soluzione dei problemi e di individuazione precoce dei segni di ricaduta sono stati anche utilizzati nel campo dei problemi alcorrelati e complessi (cioè la combinazione tra uso dell'alcol e disturbi psichici), nei Club alcologici territoriali (Corlito, 2006, Baselice et al., 2013). In questo ambito sono stati tenuti numerosi corsi monotematici sul tema della comunicazione efficace (Guastalla, 2010, 2011, 2012, 2013, 2014, 2015, 2016, 2017) e sulle abilità di comunicazione e i problemi alcolcorrelati muntidimensionali o complessi (Grosseto, 2014; Attigliano, 2014, Livorno, 2015, Monfalcone, 2016).

## Prove di efficacia
Le prove di efficacia su cui può contare la psicoeducazione sono numerosissime. La psicoeducazione familiare riduce del 50% le ricadute nei pazienti che soffrono di schizofrenia (Resnick et al., 2005). Una recente analisi sistematica Cochrane, che ha analizzato 44 trail condotti in 5142 pazienti, ha confermato che la psicoeducazione non solo riduce le ricadute, ma fa diminuire i nuovi ricoveri ospedalieri, migliora l'adesione ai farmaci, riduce la lunghezza della degenza (Xia et al., 2012). Solo il 31% dei pazienti riceve questo trattamento (Tansella,  2012). Nei servizi psichiatrici italiani solo l'8% utilizzano questa modalità di trattamento (Magliano, 2002).